# Radosa albicosta
Radosa albicosta är en fjärilsart som beskrevs av George Francis Hampson 1924. Radosa albicosta ingår i släktet Radosa och familjen nattflyn. Inga underarter finns listade.